# Volo Iran Air 742
Il volo Iran Air 742 era un collegamento passeggeri internazionale di linea da Mosca, Russia, a Teheran, Iran. Il 18 ottobre 2011, il volo era operato da un Boeing 727 che effettuò un atterraggio di emergenza all'aeroporto Internazionale Mehrabad di Teheran, dopo che il carrello di atterraggio anteriore non si era esteso. Tutti i 113 occupanti a bordo sopravvissero senza riportare ferite.

## L'aereo
Il velivolo coinvolto era un Boeing 727-200 (Adv.) prodotto nel 1974. Volò per la prima volta il 24 giugno e venne consegnato nuovo a Iran Air il 9 luglio dello stesso anno.

## L'incidente
Arrivato dall'aeroporto di Mosca-Šeremet'evo con 94 passeggeri e 19 membri dell'equipaggio, alle 15:20 ora locale il volo 742 si stava avvicinando all'aeroporto Internazionale Imam Khomeini di Teheran, quando l'equipaggio ricevette l'indicazione "non abbassato e bloccato" per il carrello di atterraggio anteriore e interruppe l'avvicinamento.
Dopo aver tentato inutilmente di risolvere il problema, l'equipaggio, guidato dal comandante Hushang Shahbazi, decise di dirigersi nuovamente verso Mehrabad dove un avvicinamento a bassa quota confermò che il carrello non era esteso. L'equipaggio fece atterrare l'aereo sulla pista 29L senza il carrello anteriore esteso intorno alle 16:00 ora locale. Il Boeing 727 si fermò con il muso appoggiato sulla pista. L'aereo venne evacuato e non si registrarono feriti.

## Conseguenze
Sebbene inizialmente sottoposto a un divieto di volo durante le indagini sull'incidente, il comandante Shahbazi venne acclamato come eroe nazionale e ricevette più di 11 000 e-mail da persone in Iran e all'estero. Venne tuttavia costretto al pensionamento anticipato a causa della sua presunta rappresentazione delle compagnie aeree iraniane come non sicure e della sua pubblica opposizione alle sanzioni degli Stati Uniti, che limitavano la vendita di parti di ricambio per aerei all'Iran.
L'aereo venne riparato e rimesso in servizio. Nel 2013 venne messo in storage e mai più utilizzato.